# Complot de Latréaumont
Pour les articles homonymes, voir Latréaumont.

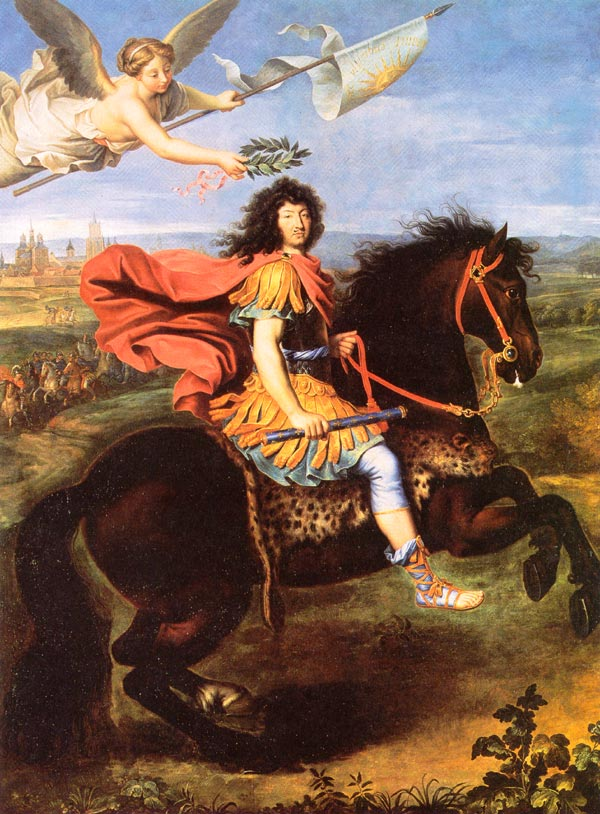
Louis XIV devant le siège de Maastricht, en 1673 (de Pierre Mignard).

Le complot de Latréaumont, du nom de son principal instigateur, est un complot contre le roi de France Louis XIV, qui a été démasqué en 1674. C'est le seul complot contre l'État qui eut lieu sous le règne du Roi-Soleil et également l'un des rares complots visant l'instauration d'une république en France avant la Révolution française.
Inspiré par Gilles Duhamel de Latréaumont, le complot fut dénoncé, et ses membres furent exécutés après procès.

## Histoire de la conspiration

### Origines
En 1659, la révolte des sabotiers se déclenche à la suite des mesures du cardinal Mazarin pour restreindre les dépenses engendrées par la guerre franco-espagnole et la Fronde. Ce soulèvement, bien qu'essentiellement paysan, comporte toutefois dans ses rangs quelques nobles, dont le marquis de Bonnesson, l'un des meneurs, qui sera décapité à la Croix-du-Trahoir, à Paris, en décembre 1659.
Un autre noble, Latréaumont, avait tenté de soulever une partie de la Normandie, proposant aux paysans de se mettre sous le commandement du comte d'Harcourt. Latréaumont avait déjà, en 1657, tenté un tel soulèvement en proposant cette fois-ci de mettre le maréchal d'Hocquincourt, alors au service de l'Espagne, à la tête des insurgés.
Latréaumont, en exil après les répressions de ces différentes insurrections, cherche une autre occasion de s'opposer au gouvernement royal. Il s'installe à Amsterdam, où il rencontre notamment le comte de Guiche, lui aussi exilé par la volonté de Louis XIV. Les deux hommes se croisent durant les cours du philosophe Franciscus van den Enden, dit Affinius, qui aurait été le professeur de Baruch Spinoza. Ne croyant pas en Dieu, Affinius y prône une pensée égalitariste, mettant l'accent sur l'éducation des masses, afin de ne pas laisser le savoir aux mains d'une élite.
En 1671, maître Affinius quitte Amsterdam pour rejoindre Paris, où l'ont invité ses anciens élèves Guiche et Latréaumont, revenus d'exil. Il y fonde une école de latin dans le quartier de Picpus, qui sert également de pension de famille.
En 1672, Louis XIV déclare la guerre à la république des Provinces-Unies. Cette guerre a plusieurs buts :
- continuer à conquérir les Pays-Bas espagnols, considérés par le roi de France comme revenant de droit à sa femme, Marie-Thérèse d'Autriche (la conquête avait d'ailleurs commencé par la guerre de Dévolution) ;
- éclipser les grands chefs militaires français, le Grand Condé ou Turenne, grâce aux brillants succès du roi en campagne ;
- punir la république protestante, refuge de nombreux opposants politiques et moquant ouvertement le souverain français.

Le secrétaire d'État à la guerre, Louvois, pousse également au conflit.

### Déroulement

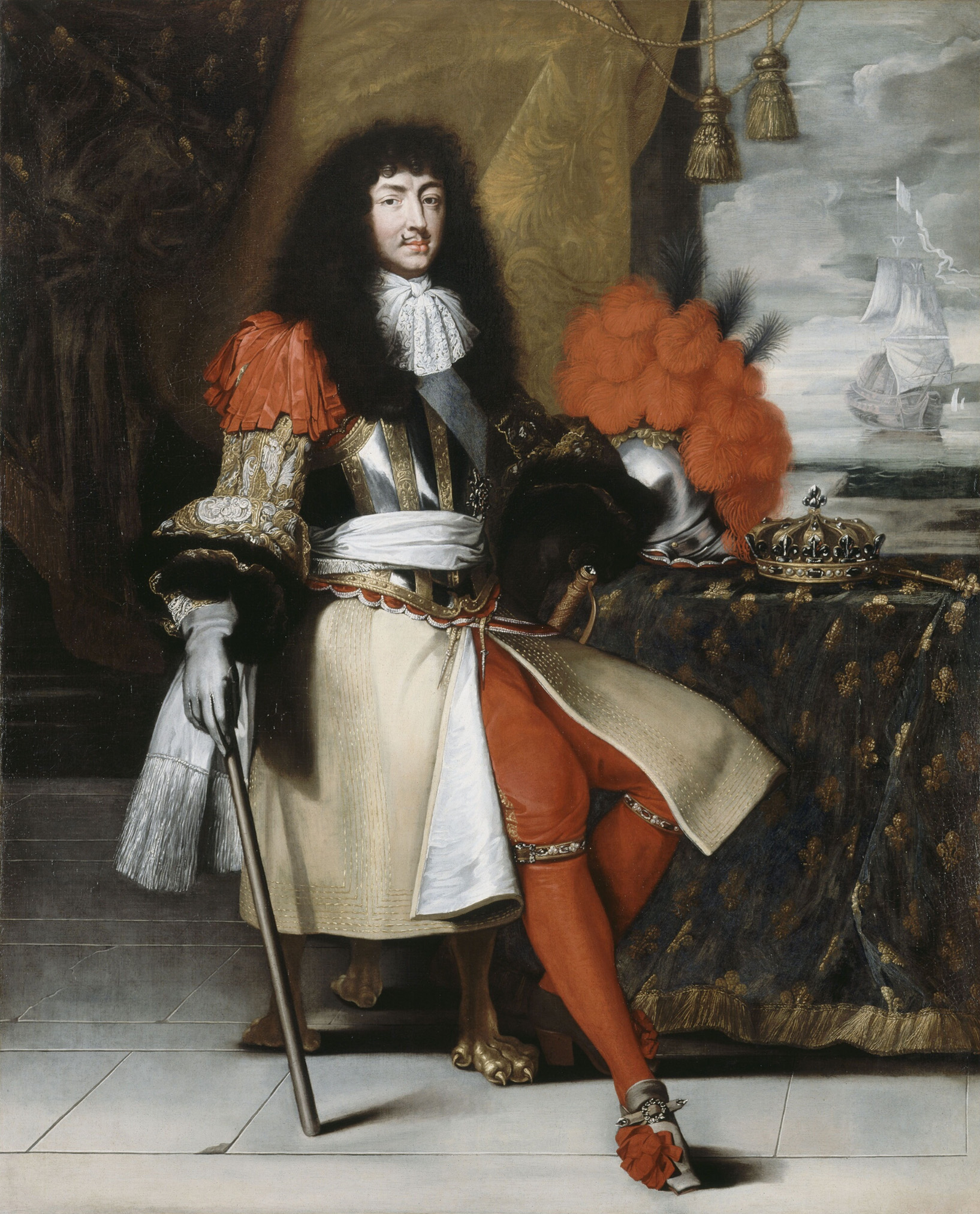
Louis XIV en 1670 (d'après Claude Lefèbvre).

Latréaumont arrive à intéresser plusieurs nobles français à son complot :
- son neveu, le chevalier Guillaume des Préaulx (ou de Préau)[4] ;
- la maîtresse de celui-ci, la marquise Louise de Villars (en réalité Villers-Bordeville)[5] ;
- et surtout son ami Louis de Rohan[6], dit « le chevalier de Rohan », compagnon d'enfance de Louis XIV, désormais déconsidéré mais toujours reçu à Versailles.

Rohan, grand veneur de France à 20 ans (en survivance de la charge de son père), puis colonel des gardes du roi, dut démissionner de la première charge après avoir joué un rôle dans la fuite d'Hortense Mancini du domicile conjugal. Cette histoire, associée à une tentative de séduction de Madame de Montespan, maîtresse royale, l'avait complètement perdu aux yeux du roi. Il était de plus extrêmement endetté.
Latréaumont parvint également à intéresser à la conspiration quelques nobles normands (notamment les comtes de Flers et de Créqui). Pour cacher le petit nombre de conjurés, et surtout leur peu d'importance et de valeur, Latréaumont, Préaux et Villars affirmaient à quelques complices que de hauts personnages étaient également partie prenante : le cardinal de Retz, le duc de Bouillon, le comte de Matignon et le marquis de Beuvron (lieutenant général de Normandie), bien que non impliqués, étaient souvent nommés.
Tout comme celle des sabotiers, la préparation de cette révolte était motivée par une réforme pécuniaire, instaurée cette fois-ci par Colbert : celui-ci obligeait les nobles souhaitant vendre des bois à payer deux impôts là où autrefois ils n'en payaient qu'un (« Tiers et danger »). Van den Enden participe également à l'élaboration de la conspiration, qui trouve des appuis dans les Provinces-Unies comme auprès des Espagnols, notamment chez le comte de Monterrey, gouverneur des Pays-Bas espagnols.
Petit à petit, l'idée se dessine : soulever la Normandie, y établir une république (la rédaction de sa constitution, confiée à Affinius, étant déjà fort avancée). Dans le même temps, alors que le dauphin vient chasser le loup en Normandie, l'enlever et le garder comme otage, tout cela alors que le roi est à la guerre. Le pacte proposé par Latréaumont au comte de Monterrey comprend plusieurs exigences, notamment en armes, en hommes et en argent, mais promettait de livrer aux Hispano-Hollandais certains ports : Quillebeuf tout d'abord, puis Abbeville et Le Havre, voire Honfleur ou Dieppe ensuite. Latréaumont prévoit également de pousser jusqu'à Versailles pour piller le château. Mais le soutien espagnol est primordial : pour confirmer l'appui de Monterrey, van den Enden est chargé de faire l'intermédiaire et est envoyé à Bruxelles ; il part le 31 août, et y arrive le 6 septembre. Monterrey, bien qu'ayant peu de confiance envers les tenants de la conspiration, confirme son intérêt et son soutien.
Jean Charles du Cauzé de Nazelle, mousquetaire du roi sans emploi et pensionnaire d'Affinius, s'étonne des visites régulières d'un grand seigneur comme le chevalier de Rohan. Le 31 août 1674, alors que van den Enden part pour Bruxelles, il prévient le secrétaire d'État Louvois des réunions et colloques mystérieux qui ont lieu dans sa pension.
Louis XIV fait arrêter les conjurés le 11 septembre par le lieutenant de police Gabriel Nicolas de La Reynie. Rohan est arrêté au château de Versailles, au sortir de la messe du roi, par Henri-Albert de Cossé de Brissac, major des gardes du roi. Latréaumont est surpris à Rouen, dans sa chambre à l'hôtel des Uniques. Il résiste à son arrestation par le même Brissac, ancien camarade de régiment, et, blessé, meurt peu après. Van den Enden, de retour de mission de Bruxelles le 17 septembre, tente de fuir, mais est rattrapé par les gens d'armes français.

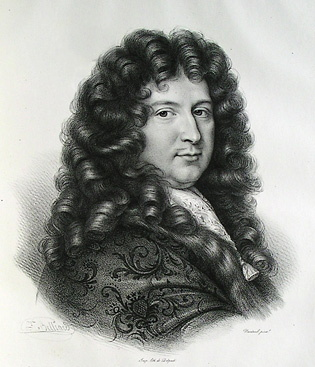
Le secrétaire d'État Louvois.
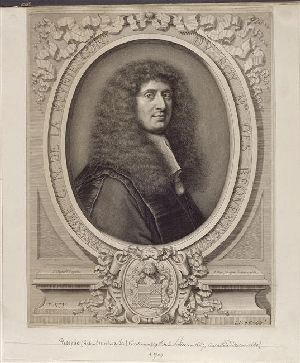
Le lieutenant-général de La Reynie.
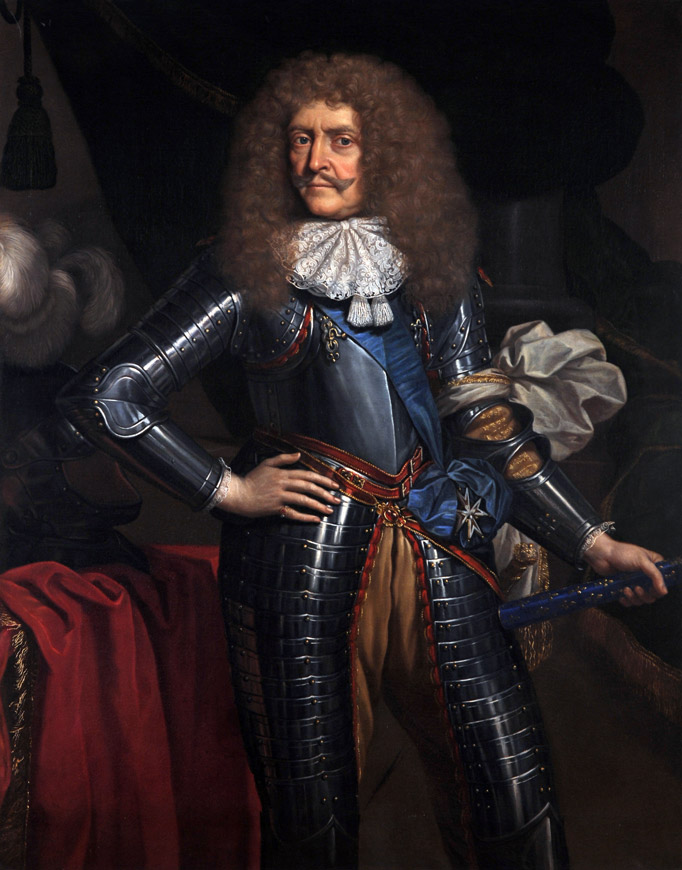
Le comte de Guiche.
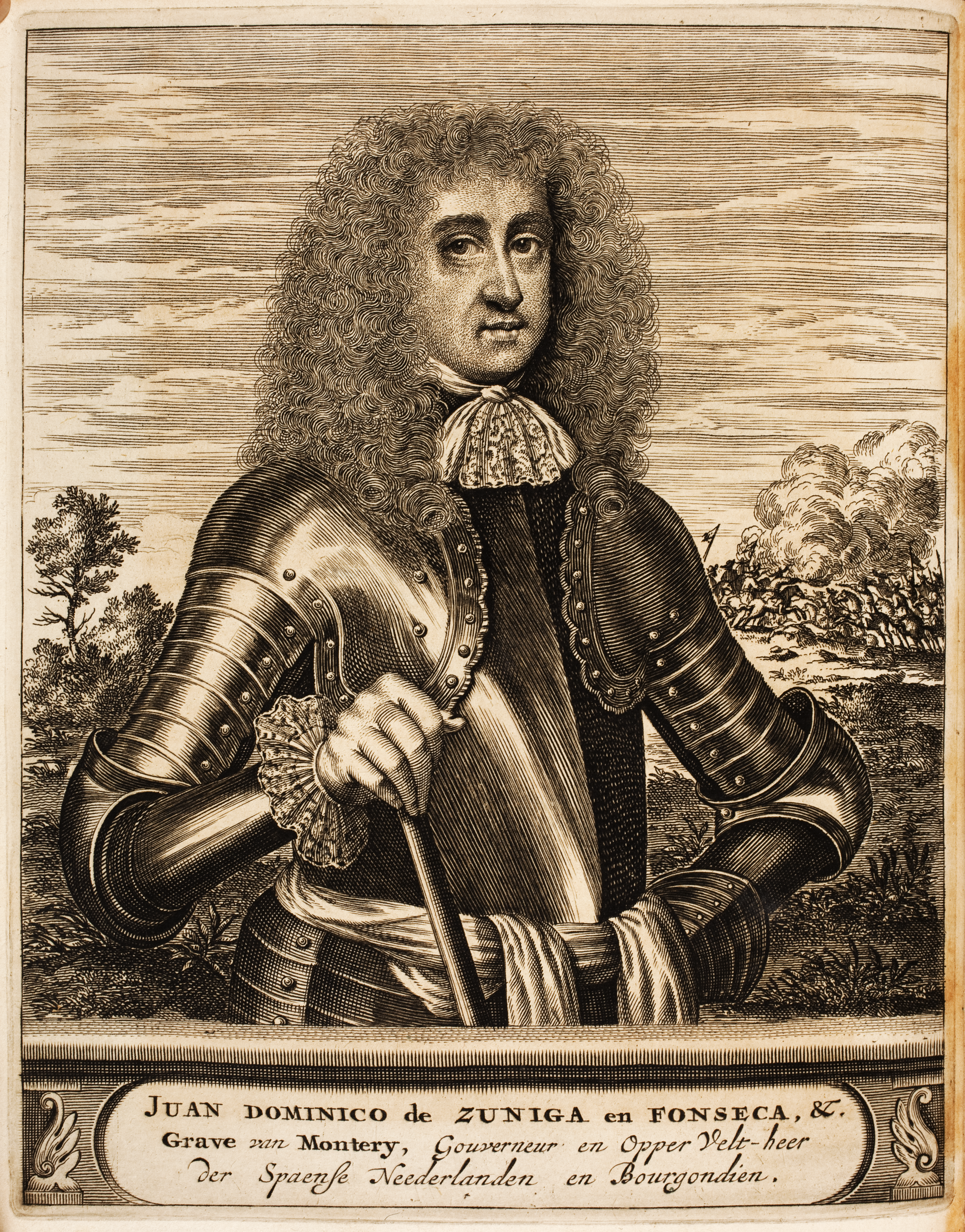
Le gouverneur comte de Monterrey.
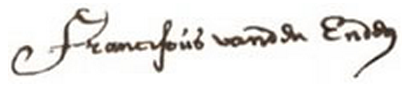
Signature de Franciscus van den Enden.

### Devenir des conjurés

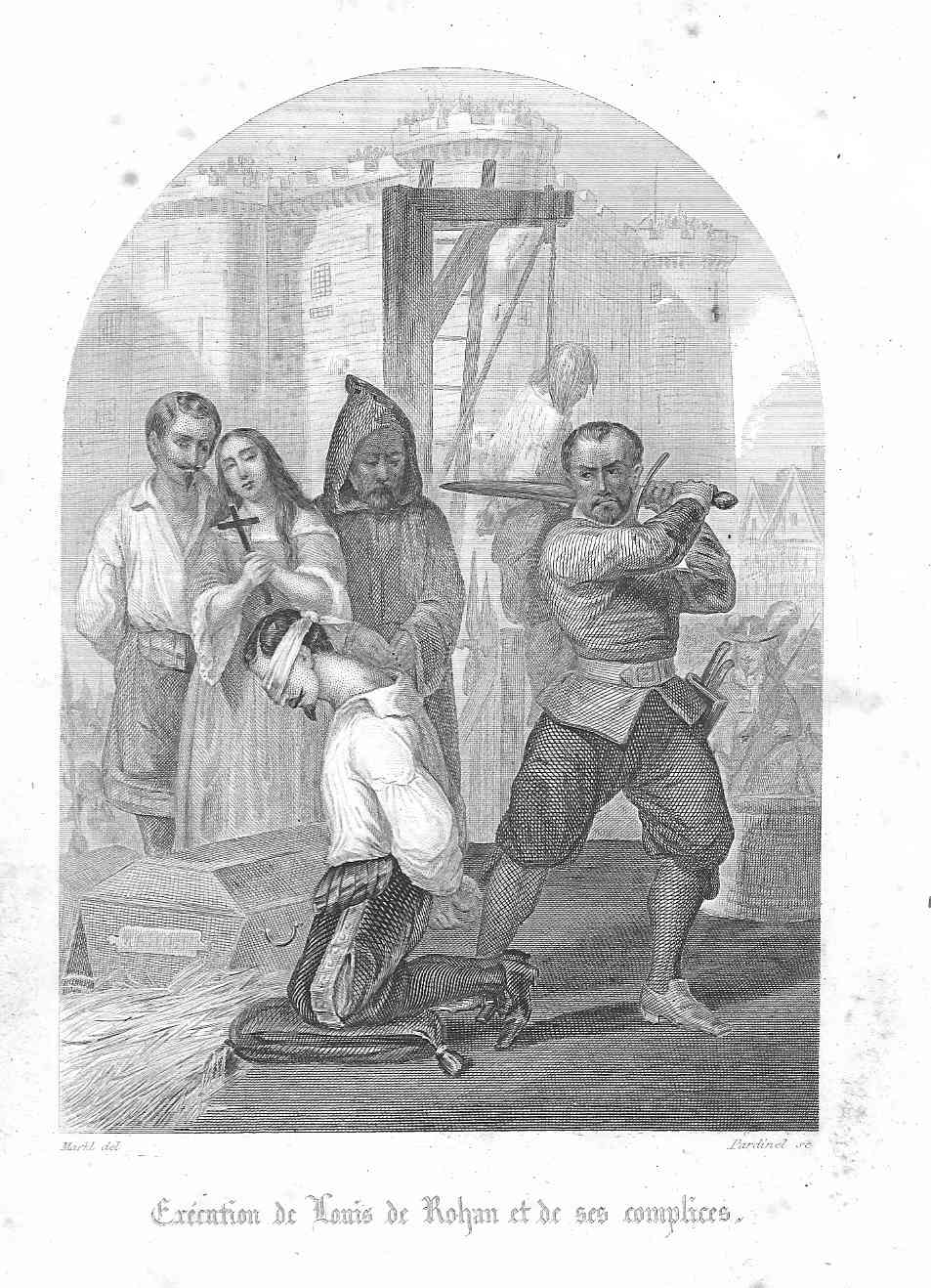
Exécution de Rohan, ses complices attendant leur tour (1851).

Enfermés à la Bastille, tous les conjurés (Rohan excepté, eu égard à son rang) sont soumis à la question. Ils sont tous condamnés pour crime de lèse-majesté. Le 27 novembre 1674, devant l'entrée de la prison rue Saint-Antoine, ils sont tous exécutés : les nobles sont décapités et les roturiers (comme van den Enden) pendus.
Les biens de Rohan sont confisqués, puis restitués à la duchesse de Montbazon, deuxième femme de son grand-père Hercule de Rohan-Montbazon.
Les écrits des conjurés, comprenant notamment la future constitution républicaine, furent brûlés le 7 décembre 1674, place de la Bastille, dans un autodafé ordonné par les commissaires délégués à l'instruction du procès.
La Bibliothèque nationale de France conserve les minutes du procès.